# Zakaria Atteri
Zakaria Atteri (15 februari 2001) is een Belgisch voetballer van Marokkaanse origine. Atteri is een middenvelder.

## Carrière
Atteri is een jeugdproduct van Royal Excel Moeskroen. Eerder speelde hij onder andere bij Diegem Sport. Op 29 februari 2020 maakte hij zijn officiële debuut in het eerste elftal van Moeskroen toen hij in de competitiewedstrijd tegen KAS Eupen tijdens de rust mocht invallen voor Jonah Osabutey. Pas in het seizoen 2021/22, toen Excel Moeskroen naar Eerste klasse B was gezakt, kreeg hij opnieuw speelminuten. Tijdens de eerste vijf competitiespeeldagen liet trainer Enzo Scifo hem viermaal invallen, en in de bekerwedstrijd tegen Standard Luik op 26 oktober 2021 gunde diens opvolger José Jeunechamps hem ook een invalbeurt van een kwartier.
In december 2021 leende Excel Moeskroen hem voor de rest van het seizoen uit aan eerstenationaler Knokke FC.

## Clubstatistieken
| Seizoen         | Club            | Land            | Competitie         | Competitie | Competitie | Beker | Beker | Supercup | Supercup | Europees | Europees | Totaal | Totaal |
| Seizoen         | Club            | Land            | Competitie         | Wed.       | Dlp.       | Wed.  | Dlp.  | Wed.     | Dlp.     | Wed.     | Dlp.     | Wed.   | Dlp.   |
| --------------- | --------------- | --------------- | ------------------ | ---------- | ---------- | ----- | ----- | -------- | -------- | -------- | -------- | ------ | ------ |
| 2019/20         | Excel Moeskroen | Vlag van België | Jupiler Pro League | 1          | 0          | 0     | 0     | —        | —        | —        | —        | 1      | 0      |
| 2020/21         | Excel Moeskroen | Vlag van België | Jupiler Pro League | 0          | 0          | 0     | 0     | —        | —        | —        | —        | 0      | 0      |
| 2021/22         | Excel Moeskroen | Vlag van België | Eerste klasse B    | 4          | 0          | 1     | 0     | —        | —        | —        | —        | 5      | 0      |
| 2021/22         | → Knokke FC     | Vlag van België | Eerste nationale   | 0          | 0          | 0     | 0     | —        | —        | —        | —        | 0      | 0      |
| Carrière totaal | Carrière totaal | Carrière totaal | Carrière totaal    | 5          | 1          | 0     | 0     | 0        | 0        | 0        | 0        | 6      | 0      |

Bijgewerkt op 30 december 2021.
1 Delavalée ·
2 Duplus ·
4 Gueye ·
6 Dekuyper ·
7 Tainmont ·
8 Bourdouxhe ·
9 Postolachi ·
10 Bakić ·
11 Mohamed ·
14 Faraj ·
15 Lepoint  ·
16 Mayoka-Tika ·
17 Dione ·
19 Vroman ·
20 Lucas ·
21 Gillekens ·
22 Bocat ·
24 Henry ·
25 Diandy ·
26 Silvestre ·
28 Angiulli ·
29 Badibanga ·
30 Carcela ·
32 Gnohéré ·
35 Mandanda ·
40 Simba ·
70 Tabekou ·
Myny ·
Giunta ·
Coach: Jeunechamps